# NGC 1616
إن جي سي 1616 (بالفرنسية: NGC 1616)‏ التي يرمز لها بالرمز NGC 1616، هي مجرة، في كوكبة آلة النقاش.

## الاكتشاف
اكتشفت في 24 أكتوبر 1835، بواسطة جون هيرشل.